# Autoblindo AB41
Autoblindo AB41 war ein italienischer vierrädriger Spähpanzer im Zweiten Weltkrieg.

## Geschichte
1939 wurde der Spähpanzer Autoblindo AB41 eingeführt. Hauptaufgabe des Fahrzeuges war die Kontrolle und Überwachung der italienischen Kolonien in Nordafrika sowie der Dienst als gepanzerte Aufklärungseinheit bei den italienischen Kavalleriedivisionen. Der erste Kampfeinsatz des AB41 fand im Krieg in Italienisch-Libyen statt. Dank der fortschrittlichen Konstruktion war das Fahrzeug auch bei den Soldaten des deutschen Afrikakorps sehr beliebt. Der AB41 bewährte sich auch bei den Kämpfen auf dem Balkan sowie bei den späteren Gefechten gegen Partisanen.
Ursprünglich sollte ein Nachfolger konstruiert werden, doch die italienische Kapitulation 1943 verhinderte dies. Die Deutschen übernahmen 30 AB41 und bauten 20 weitere nach. Auch die Pläne für den Nachfolger übernahm die deutsche Wehrmacht. Diese Pläne wurden ebenfalls umgesetzt. Insgesamt wurden 339 AB41 produziert. Damit war der AB41 einer der am häufigsten verwendeten italienischen Spähpanzer.

## Technik

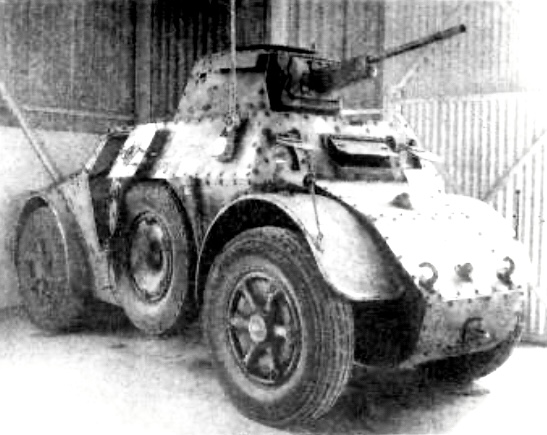
Autoblindo AB40

Der AB41 wurde konstruiert, um Überwachungsaufgaben in den Kolonien zu übernehmen. Aufgrund der dort herrschenden verschiedenen Geländetypen war es notwendig, den Reifendruck anzupassen, um ohne größere Probleme Mobilität garantieren zu können. Somit sorgte eine Reifendruckregelanlage dafür, dass der Reifendruck und mit ihm die Auflagefläche der Reifen an das Gelände angepasst werden konnte. Durch das Auswechseln der gummibereiften Räder gegen einen speziellen Schienenradsatz konnte das Fahrzeug so modifiziert werden, dass es auf Eisenbahnschienen fahren konnte. Zu diesem Zweck gab es noch einen Set mit speziellen Signalen und einen turmmontierten Suchscheinwerfer.
Die ersten Fahrzeuge dieser Reihe trugen noch die Bezeichnung AB40 und führten lediglich zwei 8-mm-Breda-Maschinengewehre mit sich. Nachdem man erkannt hatte, dass dies nicht annähernd genügend Feuerkraft darstellte, entschied man sich, den Turm des leichten Panzers L6/40 zu verwenden. Die MG wurden durch die 20-mm-Breda-Maschinenkanonen ersetzt. Je ein MG war nach vorn und eines nach hinten gerichtet, um eine Rundumverteidigung zu ermöglichen. Einige spätere Fahrzeuge erhielten ein turmlaffetiertes MG zur Flugabwehr.
Wie die meisten vierrädrigen Spähwagen litt auch der AB41 unter seiner mangelnden Geländefähigkeit gegenüber Vollkettenfahrzeugen. Die Grabenüberschreitfähigkeit betrug nur 0,40 m. Dank der großen Räder war das Fahrzeug aber in der Lage, bis zu 0,70 m zu waten.

## Bilder

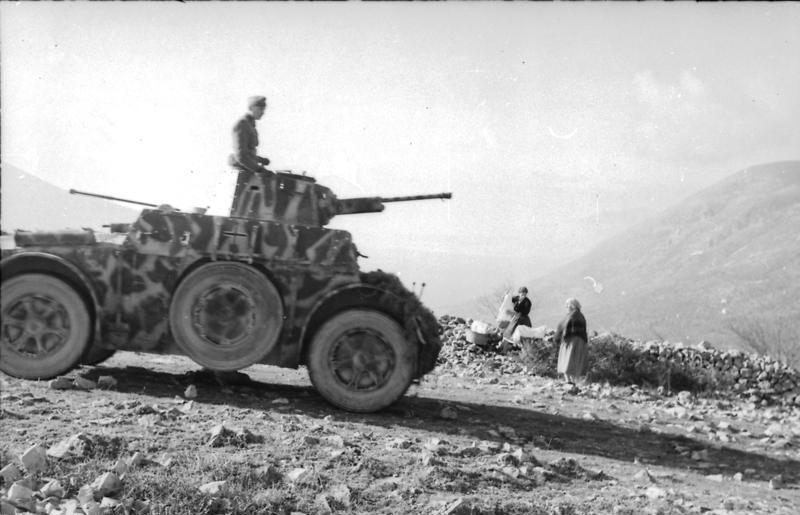
AB41 im Gebirge
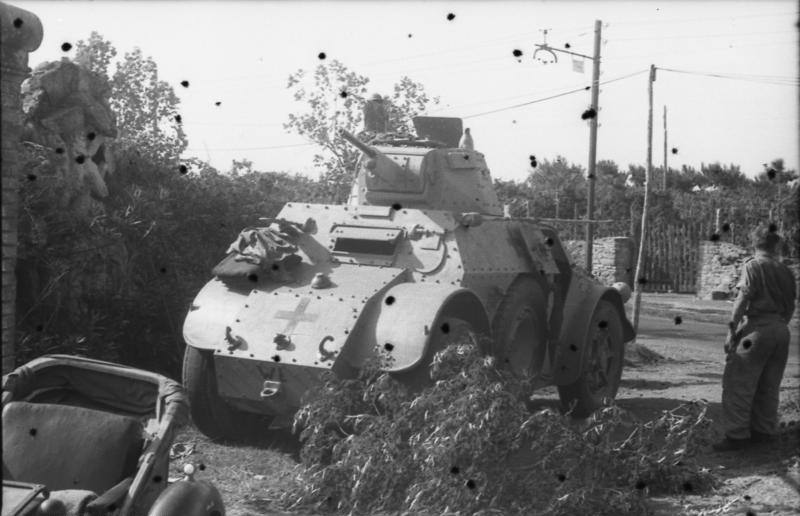
Erbeuteter italienischer Panzerspähwagen AB41 201(i) mit Wehrmacht-Kennzeichen, September/Oktober 1943
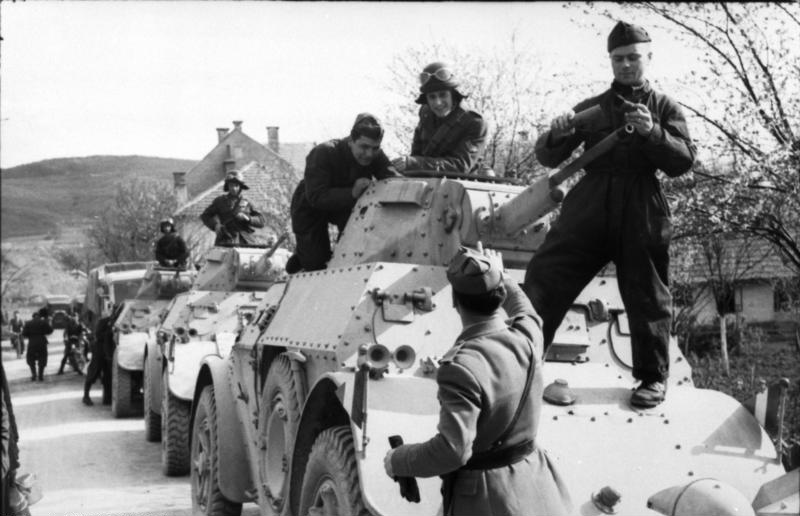
Einsatz 1942 auf dem Balkan
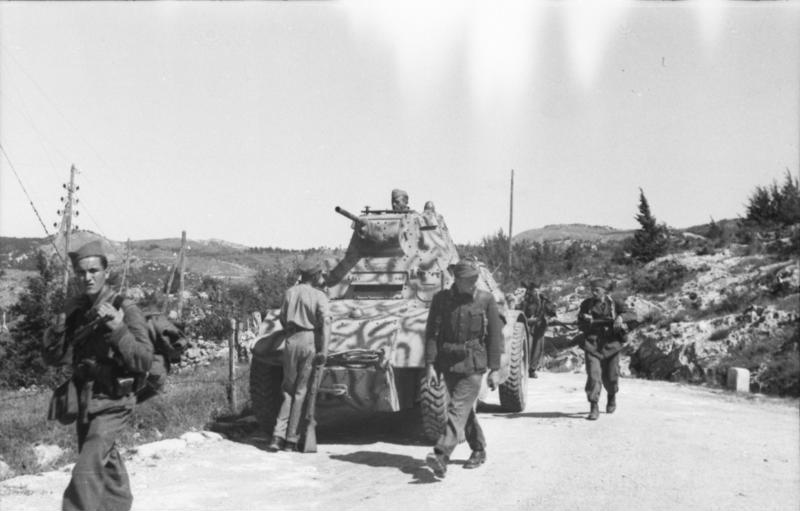
AB41 im Polizeieinsatz in Jugoslawien
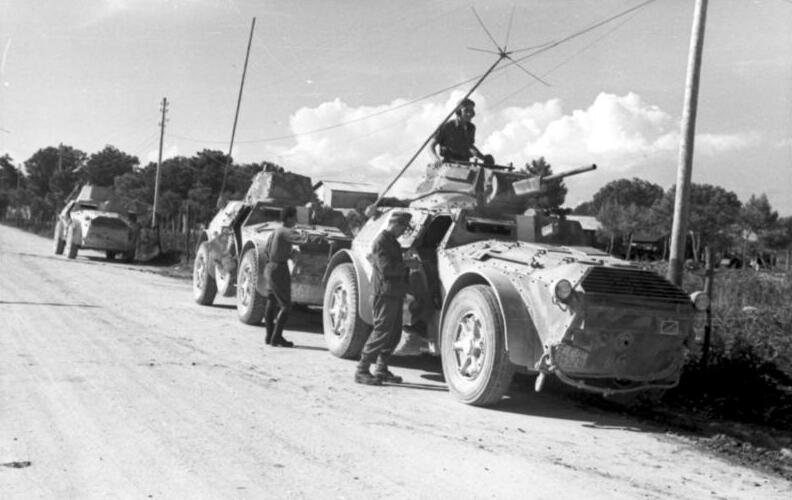
AB41 auf dem Balkan
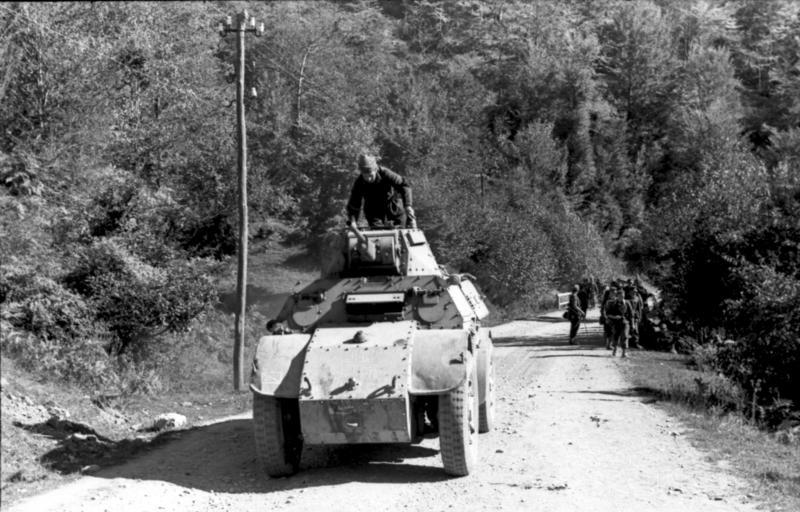
AB41 in Albanien
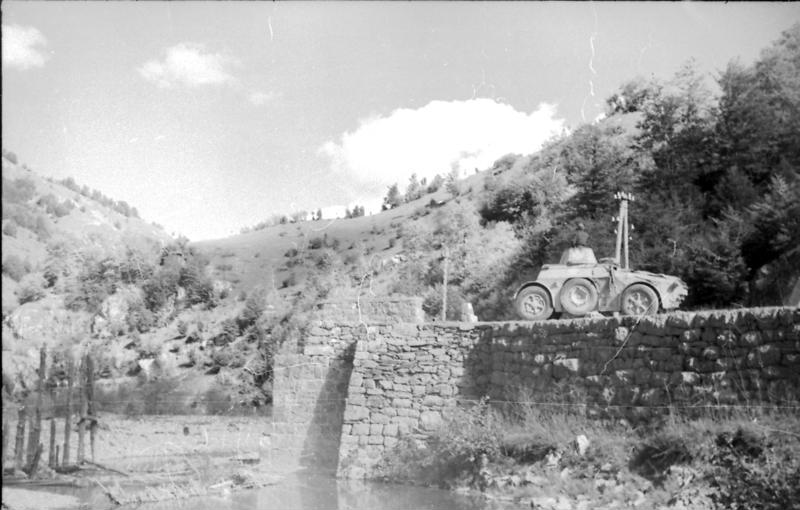
AB41 in Albanien
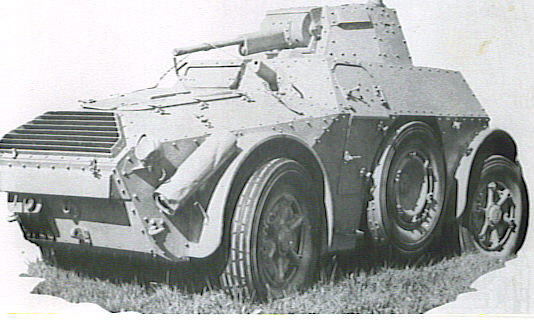
AB41 in Oregon, USA

## Versionen
- AB40: wie AB41, jedoch mit eigenem geschlossenen Turm und 2 × Breda-8-mm-MG
- AB41
- AB43: Diese letzte Version wurde von der deutschen Wehrmacht eingesetzt. Sie besaß einen offenen Turm und eine 50-mm-Panzerabwehrkanone. Meist wurde hier statt des Breda-MG das MG 42 oder MG 34 verwendet.

Weitere Versionen wurden geplant, etwa als Flakwagen oder Befehlsfahrzeug. Zur Ausführung kam es jedoch nicht mehr.